# 20433 Prestinenza
20433 Prestinenza este un asteroid din centura principală de asteroizi.

## Descriere
20433 Prestinenza este un asteroid din centura principală de asteroizi. A fost descoperit pe 14 februarie 1999 la Ceccano de Gianluca Masi. Asteroidul prezintă o orbită caracterizată de o semiaxă mare de 3,15 ua, o excentricitate de 0,09 și o înclinație de 17,1° în raport cu ecliptica.